# Calcedonio Di Pisa
Calcedonio Di Pisa (Palermo, 11 ottobre 1931 – Palermo, 26 dicembre 1962) è stato un mafioso italiano.
Noto anche come "Doruccio", era il capo della famiglia mafiosa del quartiere Noce di Palermo. Fece parte della prima "Commissione", un organismo di coordinamento di Cosa Nostra in Sicilia. Così Di Pisa viene descritto da Norman Lewis:

## Biografia
Di Pisa era dedito soprattutto al contrabbando di sigarette i cui proventi investiva nella fiorente speculazione immobiliare, conosciuta come il sacco di Palermo, durante il governo di Salvo Lima come sindaco di Palermo. 
Il rispetto di cui godeva Di Pisa nel mondo mafioso si esprimeva anche nella sua partecipazione alla serie di incontri tra i vari boss a Palermo dal 12 al 16 ottobre 1957 presso l'Hotel delle Palme e il ristorante di pesce Spanò dove egli ebbe modo di farsi conoscere dai mafiosi americani Joseph Bonanno, Lucky Luciano, John Bonventre, Frank Garofalo, Santo Sorge e Carmine Galante e da quelli siciliani come Salvatore "Cicchiteddu" Greco e suo cugino Salvatore Greco noto come "l'ingegnere" o "Totò Il lungo", Giuseppe Genco Russo, Angelo La Barbera, Gaetano Badalamenti e Tommaso Buscetta .
Agli inizi del 1962 i fratelli La Barbera, Cesare Manzella, Salvatore Greco, "Cicchiteddu", e il suo cugino omonimo "Totò il lungo", avevano finanziato una spedizione di eroina che era stata affidata a Di Pisa, il quale doveva 
controllare che tutto si svolgesse come previsto e che la merce partisse senza intoppi per gli Stati Uniti d'America. Al momento della consegna del denaro ai finanziatori, Di Pisa disse che i compratori lo avevano truffato corrispondendogli una somma inferiore a quella stabilita, mentre i boss di Brooklyn sostenevano che solo una parte del quantitativo di eroina pattuito era stata loro consegnata. I sospetti inizialmente caddero sul cameriere della nave che aveva consegnato l’eroina e poi sullo stesso Di Pisa. I soci dell'affare chiesero una riunione della Commissione che doveva decidere sul caso. La Commissione, pur sospettando che Di Pisa avesse ricevuto una somma inferiore a quella stabilita perché aveva venduto un quantitativo inferiore di eroina, tenendosene una parte per sé, scelse di non giudicarlo colpevole per evitare una guerra tra le famiglie mafiose.
Questa decisione non soddisfò i La Barbera, che non nascosero il loro malcontento.
Le tensioni latenti riguardo agli affari illeciti e al controllo del territorio sfociarono nell'uccisione di Di Pisa il 26 dicembre 1962, nella Piazza Principe di Camporeale, a Palermo, mentre l'uomo andava da un tabaccaio. Tre uomini gli spararono con un fucile a canne mozze e una pistola. Nessuno dei presenti nella piazza, interrogati dalla polizia, affermò di aver sentito i colpi.
Si ruppe così la fragile tregua raggiunta tra i principali mafiosi palermitani del tempo ed ebbe inizio la Prima guerra di mafia.
L'omicidio di Di Pisa era stato ordinato da Michele Cavataio (capo della Famiglia dell'Acquasanta), che voleva farne ricadere la responsabilità sui fratelli Angelo e Salvatore La Barbera (mafiosi di Palermo Centro): accadde infatti che, dopo l'assassinio di Di Pisa, Salvatore La Barbera rimase vittima della «lupara bianca» su ordine della "Commissione" e ciò scatenò una serie di omicidi, sparatorie ed autobombe. Cavataio approfittò della situazione di conflitto per sbarazzarsi dei suoi avversari alleandosi con i boss Pietro Torretta ed Antonino Matranga (rispettivamente capi delle Famiglie dell'Uditore e di Resuttana). Gli omicidi compiuti da Cavataio e dai suoi associati culminarono nella strage di Ciaculli del 30 giugno 1963, in cui morirono  4 uomini dell'Arma dei Carabinieri, 2 dell'esercito italiano e un sottufficiale del Corpo delle Guardie di P.S. (attuale Polizia di Stato), dilaniati dall'esplosione di un'autobomba che stavano disinnescando e che era destinata al mafioso rivale Salvatore "Cicchiteddu" Greco (capo del "mandamento" di Brancaccio-Ciaculli).